# Krzysztof Korosadowicz
Krzysztof Marek Korosadowicz (ur. 3 maja 1941, zm. 24 lipca 2018) – syn Zbigniewa Korosadowicza, polski brydżysta, Mistrz Międzynarodowy, członek honorowy odznaczony złotą odznaką PZBS (1996), sędzia państwowy, Trener II Klasy.
Był niegrającym kapitanem reprezentacji Polski Kobiet w roku 1999 na 44 Mistrzostwa Europy Teamów na Malcie (7 miejsce) oraz w roku 2000 na 11 Olimpiadę Teamów w Maastricht (9 miejsce).

## Wyniki brydżowe

### Zawody europejskie
W europejskich zawodach zdobył następujące lokaty:
| Zawody europejskie. Konkurencja teamów | Zawody europejskie. Konkurencja teamów | Zawody europejskie. Konkurencja teamów | Zawody europejskie. Konkurencja teamów | Zawody europejskie. Konkurencja teamów | Zawody europejskie. Konkurencja teamów |
| Rok                                    | Miejsce                                | Zawody                                 | Kategoria                              | Drużyna                                | Pozycja                                |
| -------------------------------------- | -------------------------------------- | -------------------------------------- | -------------------------------------- | -------------------------------------- | -------------------------------------- |
| 1995                                   | Vilamoura                              | 42. Mistrzostwa Europy Teamów          | Seniorzy                               | Poland                                 | 1                                      |

| Zawody europejskie. Konkurencja par | Zawody europejskie. Konkurencja par | Zawody europejskie. Konkurencja par | Zawody europejskie. Konkurencja par | Zawody europejskie. Konkurencja par | Zawody europejskie. Konkurencja par |
| Rok                                 | Miejsce                             | Zawody                              | Kategoria                           | Partner                             | Pozycja                             |
| ----------------------------------- | ----------------------------------- | ----------------------------------- | ----------------------------------- | ----------------------------------- | ----------------------------------- |
| 1993                                | Bielefeld                           | 7. Mistrzostwa Europy Par           | Seniorzy                            | Kazimierz Chłobowski                | 81                                  |